# أيتن (اسم)
أيتن هو اسم علم مذكر من أصل عربي، ومعناه هو الذي تخرج قدماه من رحم أمه قبل رأسه ويديه عند ولادته.

## شخصيات تحمل الاسم
- أيتن جوكتشر (ممثلة تركية، 26 يناير 1940 – )
- أيتن عامر (ممثلة مصرية، 22 نوفمبر 1986 – )

## وصلات خارجية
- موسوعة السلطان قابوس لأسماء العرب